# Antrodoco
Antrodoco est une commune italienne de la province de Rieti, dans la région Latium.

## Administration
| Période                                  | Période | Identité | Étiquette | Qualité |
| ---------------------------------------- | ------- | -------- | --------- | ------- |
|                                          |         |          |           |         |
| Les données manquantes sont à compléter. |         |          |           |         |

### Communes limitrophes
Borbona, Borgo Velino, Cagnano Amiterno, Fiamignano, L'Aquila, Micigliano, Petrella Salto, Scoppito.

#### Monte Giano
À peu de distance du bourg d'Antrodoco se trouve le Monte Giano, qui culmine à 1 840 mètres d'altitude.
En 1939, voulant rendre hommage à Mussolini, les élèves de l'école nationale des gardes forestiers replantèrent un bois de pins sur la pente du Monte Giano tournée vers Rome.
Ce bois de pins affectait la forme d'une immense inscription « DUX » (Chef, en latin, qui donna en italien le terme Duce) dans une lourde typographie Art Déco typique de l'époque fasciste.
Par une claire journée d'hiver l'inscription, en vert sombre sur la neige blanche est visible (dit-on) jusqu'à Rome.
Après de nombreuses péripéties et controverses (et notamment une tentative d'incendie par des antifascistes) l'inscription a finalement été conservée et même restaurée au titre de repère historique.